# Alicia Torres
Alicia Torres (Montevideo, 9 de agosto de 1952) es una periodista cultural, ensayista, crítica literaria y docente uruguaya.

## Biografía
Alicia Torres es egresada en Literatura del Instituto de Profesores Artigas (IPA) y Magíster en Ciencias Humanas, opción Literatura Latinoamericana, por la Facultad de Humanidades y Ciencias de la Educación (Universidad de la República) donde se desempeñó como docente. Investigadora asociada a la Biblioteca Nacional, de Uruguay, integra el Consejo Académico de Lectura de la revista de la Asociación de Profesores de Literatura del Uruguay.
Crítica literaria, ensayista y periodista cultural, se dedica fundamentalmente a la difusión de escritoras y escritores uruguayos. Ha colaborado en varios medios de prensa radial y televisivo, en las revistas Graffiti (1996 y 1997), Cuadernos de Marcha (1996, 1997 y 1998), y el suplemento dominical Culturas, del diario El Observador (1997 a 1999). Desde el año 1992 lo hace en el semanario Brecha. Desde febrero de 2023 tiene una columna literaria en el programa Quién te dice de Radio Del Sol.

## Selección de obras
- 2019: Marosa, Montevideo, Cal y Canto. Coautora: Ana Inés Larre Borges.
- 2013: Idea Vilariño. Diario de Juventud. Montevideo, Cal y Canto. Coautora: Ana Inés Larre Borges.
- 2010: La Gazeta de Montevideo (1810-1814). Encubrimiento y representación. Montevideo, Rebeca Linke.
- 2000: Humor a la uruguaya (1946-1997). Buenos Aires, Colihue Sepé.

## Premios y honores
- 1988. Primer premio (ex aequo). Concurso de Ensayo sobre Ramón Gómez de la Serna. Embajada de España.
- 1989. Primer premio. Concurso de Ensayo sobre Antonio Machado. Enseñanza Secundaria.
- 1998. Mención en Concurso de Biografías "Uruguayos Notables", sobre Idea Vilariño. Fundación Bank Boston.
- 2001. Premio Legión del Libro, Cámara Uruguaya del Libro.
- 2017. Fondo Concursable para la Cultura. Álbum sobre Marosa di Giorgio. Ministerio de Educación y Cultura de Uruguay.